# The Sonics
Pour les articles homonymes, voir Sonic (homonymie).
The Sonics est un groupe américain de garage rock, originaire de Tacoma, dans l'État de Washington. Formé en 1960, le groupe est cité comme inspiration d'autres groupes comme Nirvana, Bruce Springsteen, et The Fall.
The Sonics ont repris plusieurs morceaux comme Louie Louie et Skinny Minnie, et sont connus pour des morceaux originaux tels que Strychnine, Psycho et The Witch. Ils se séparent en 1968, et reviennent quarante années plus tard, en 2008.

## Biographie

### Première période (1963–1968)
Le nom du groupe est choisi en référence aux usines Boeing voisines et à leur production aéronautique.
Ce groupe est actif de 1963 à 1968, avec au chant Gerry Roslie. Ils se situent au départ dans la tradition du rock de Seattle, celle des groupes avec saxophone, très rock'n'roll et énergiques, assez éloigné du style anglais. Les Fabulous Wailers sont les plus célèbres représentants de cette mouvance et constituent la principale inspiration des Sonics. Les Kingsmen, les Frantics, sont également issus de cette vague.
Leur premier album, Here Are the Sonics, paraît en 1965. La batterie y est d'une violence inédite, les soli de guitares ultra-saturés (même le saxophone sature), et systématiquement précédés d'un hurlement de Gerry Roslie. D'ailleurs, la saturation de la guitare électrique est naturelle, à l'instar de Link Wray : le volume est au maximum, une rumeur circule sur le fait qu’il y plantait des crayons ou les cisaillait avec des lames de rasoirs, mais en réalité il dit n’avoir jamais fait quelque chose de la sorte. Le groupe joue divers standards rock 'n' roll, et propose quatre morceaux originaux : le classique The Witch, Boss Hoss, Psycho, et le mythique Strychnine.
Ils enregistreront également un mini-album de Noël, avec notamment Don't Believe in Christmas, sur la mélodie d'une chanson de Chuck Berry. Leur deuxième album, The Sonics Boom, paraît en 1966. Ces morceaux préfigurent les Stooges. Il comprend des chansons davantage dans la tradition rhythm and blues, ou plus soul, et un slow. The Witch ayant eu un réel succès dans la région de Seattle, le groupe rejoint la maison de disques Jerden, qui souhaite les entraîner vers les sommets. C'est ainsi que sort leur troisième album, le décevant Introducing the Sonics (parfois réédité sous le nom Maintaining My Cool). Le groupe détestera tellement le disque qu'il se dissoudra rapidement.
Après ce demi échec, les membres du groupe laissent progressivement la place à de nouveaux musiciens aux ambitions radicalement opposées. C'est ainsi que de nouveaux Sonics apparaissent, jouant un acid rock très baba. Finalement, lorsque Andy Papyra, dernier membre originel, les quitte à son tour, il décide, persuadé que les Sonics vont tomber dans l'oubli, de vendre le nom du groupe. Ces nouveaux Sonics ne sortiront néanmoins aucun album, jusqu'à ce qu'une compilation sorte, Fire and Ice: Lost Tapes, montrant les Sonics originels en couverture.

### Retours (depuis 2008)

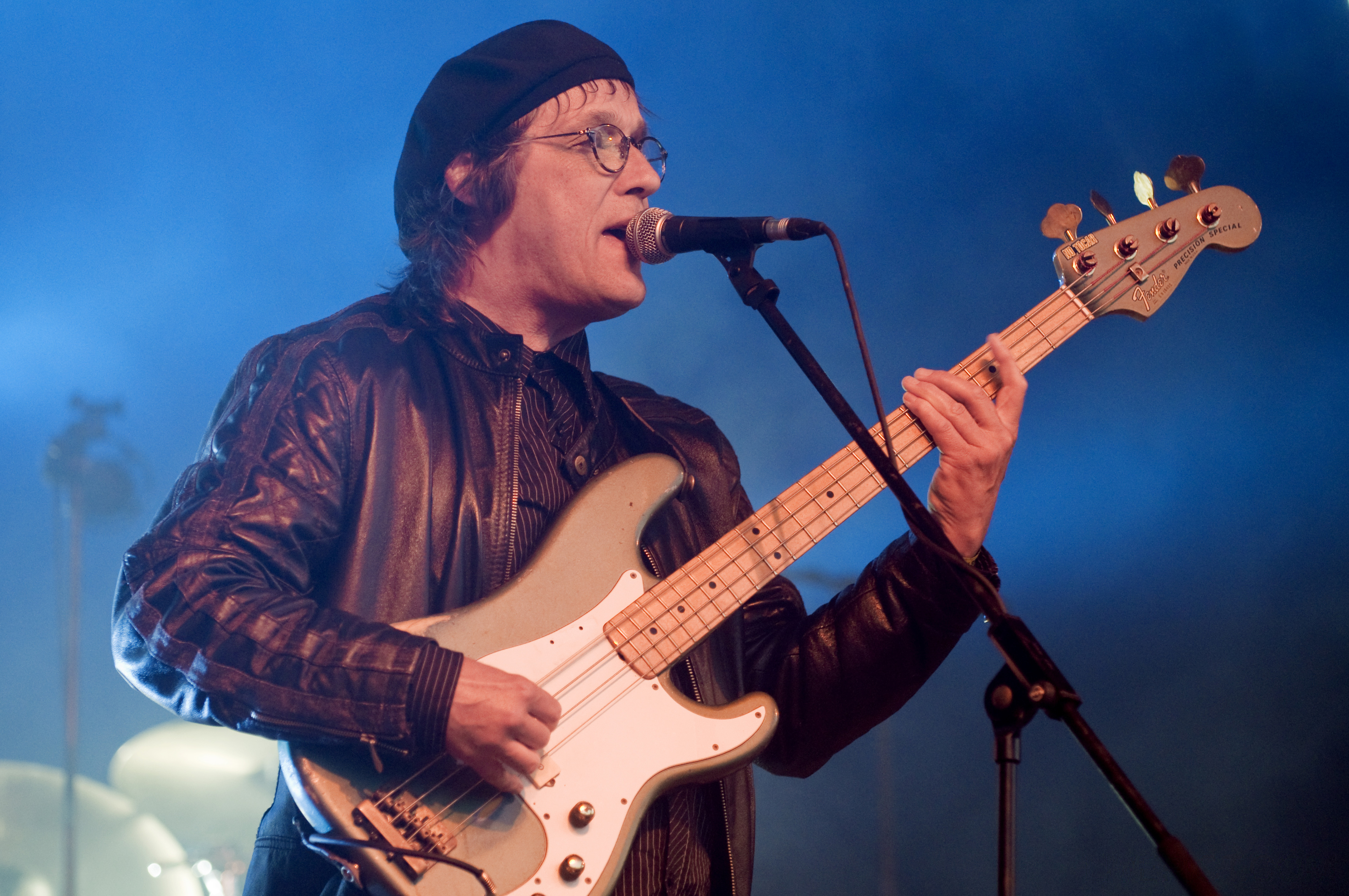
The Sonics en concert en 2008.

En 1980, Gerry Roslie reforme le groupe avec d'autres membres, le temps de l'album Sinderella. On y trouve des nouvelles versions d'anciennes chansons (He's Waitin', Boss Hoss…), et des inédites. L'ensemble est dans un style punk/new wave très loin du garage rock des années 1960. La voix de Gerry Roslie évoque un peu celle de Jello Biafra des Dead Kennedys.
Ils deviennent l'un des groupes garage les plus repris, notamment par les Fuzztones, Cramps, Fleshtones, et autres Nomads. De nombreux artistes en sont fans comme Jello Biafra ou les White Stripes. Au début des années 1980, un label de disques créé par Stéphane Saunier au Havre, en Normandie, est baptisé Sonic Records en leur hommage.
En 2008, the Sonics enregistrent le 22 mars une session live pour Mark Lamarr de la BBC Radio 2 ; le lendemain, ils jouent leur premier concert à Londres. Plus tard dans l'année, ils enregistrent Have Love, Will Travel qui devient la bande originale du film RocknRolla de Guy Ritchie et sera repris en 2019 pour une publicité des parfums Azzaro. En 2009, Freddie Dennis, ancien de Freddie and the Screamers, the Kingsmen et Liverpool 5, prend la place de Wilhelm à la basse et au chant. Le groupe sort un nouvel album en 2010, sobrement intitulé 8, composé de 4 nouvelles compositions et de versions live de certains anciens morceaux, enregistrées lors de leurs récentes tournées en Europe. En 2012, Johnson est remplacé par le batteur Dusty Watson, qui a joué avec Slacktone, Agent Orange, Dick Dale, The Surfaris, Davie Allan and the Arrows, Lita Ford, The Supersuckers, The Boss Martians et Evan Foster.
Le 21 janvier 2015, le groupe annonce la sortie d'un nouvel album, le premier depuis 40 ans, intitulé This is the Sonics. Il est publié le 31 mars sur son propre label, Revox, et donne lieu ensuite à une tournée promotionnelle.
Le 22 mai 2016, Rob Lind annonce sur Facebook le départ de Gerry Roslie et Larry Parypa.

## Membres

### Formation classique
- Gerry Roslie - orgue, piano, chant
- Andy Parypa - guitare basse
- Larry Parypa - guitare principale, chant
- Rob Lind - saxophone, chant, harmonica
- Bob Bennett - percussions

## Discographie

### Albums studio
- 1965 : Here Are the Sonics
- 1966 : Boom
- 1967 : Introducing the Sonics
- 2015 : This is the Sonics

### EP
- 1964 : The Witch/Keep A-Knockin'
- 1965 : The Witch/Psycho
- 1965 : Psycho/Keep A-Knockin'
- 1965 : Boss Hoss/The Hustler
- 1965 : Don't Be Afraid Of The Dark/Shot Down
- 1965 : The Sonics' Don't Believe In Christmas/The Wailers' Christmas Spirit'
- 1965 : Cinderella/Louie Louie
- 1966 : You Got Your Head On Backwards/Love Light
- 1966 : Like No Other Man/Love Light
- 1966 : The Witch/Like No Other Man
- 1966 : Psycho/Maintaining My Cool
- 1967 : Love-itis/You're In Love
- 1967 : Lost Love/Any Way The Wind Blows
- 1967 : Any Way The Wind Blows/Lost Love
- 1975 : Dirty Old Man/Bama Lama Bama Loo
- 1979 : The Witch/Bama Lama Bama Loo
- 1998 : The Witch/Keep A-Knockin'
- 1998 : Psycho/Have Love Will Travel
- 1998 : Cinderella/He's Waitin'
- 1998 : Boss Hoss/The Hustler
- 1998 : Strychnine/Shot Down
- 1998 : Louie Louie (The Sonics)/Louie Louie (The Wailers)
- 1998 : Don't Believe In Christmas/Santa Claus